# Volta ao Algarve de 2008
A Volta ao Algarve de 2008, foi a trigésima quarta edição da volta, que foi efetuada em 5 etapas começando em  20 a 24 fevereiro de 2008 para um percurso total de 845,4 km, com partida em Albufeira e chegada a Portimão. Foi vencedor o belga Stijn Devolder da equipe Quick Step, que chegou com a marca de 19 horas 42 minutos e 59 segundos, a uma média de 39,78 km/h.
Em Portimão 134 ciclistas iníciaram a competição.

## Etapas
| Etapa | Data         | Percurso                                  | km    | Vencedor da etapa | Líder cl. geral |
| ----- | ------------ | ----------------------------------------- | ----- | ----------------- | --------------- |
| 1ª    | 20 fevereiro | Albufeira > Faro                          | 164,4 | Robert Försterr   | Robert Förster  |
| 2ª    | 21 fevereiro | Lagoa > Lagos                             | 189,5 | Tomas Vaitkus     | Robert Förster  |
| 3ª    | 22 fevereiro | Vila Real de Santo António > Loulé        | 207,7 | Robert Förster    | Bernhard Eisel  |
| 4ª    | 23 fevereiro | Castro Marim > Taveiro (cron. individual) | 29,4  | Stijn Devolder    | Stijn Devolder  |
| 5ª    | 24 fevereiro | Vila do Bispo > Portimão                  | 193,5 | Bernhard Eisel    | Stijn Devolder  |
| Total | Total        | Total                                     | 784,5 |                   |                 |

## Equipas participantes
| N.      | Cod. | Equipa             |
| ------- | ---- | ------------------ |
| 1-8     | MRM  | Team Milram        |
| 11-18   | AST  | Astana             |
| 21-28   | COF  | Cofidis            |
| 31-38   | FDJ  | Française des Jeux |
| 41-48   | GST  | Team Gerolsteiner  |
| 51-58   | THR  | Team High Road     |
| 61-68   | QST  | Quick Step         |
| 71-78   | SIL  | Silence-Lotto      |
| 81-88   | SLB  | Benfica            |
| 91-98   | BAR  | Barloworld         |
| 101-108 | COS  | Cycle Collstrop    |
| 111-118 | MIT  | Mitsubishi-Jartazi |

| N.      | Cod. | Equipa                   |
| ------- | ---- | ------------------------ |
| 121-128 | PSK  | PSK Whirlpool-Author     |
| 131-138 | TSV  | Topsport Vlaanderen      |
| 141-148 | BSP  | Barbot-Siper             |
| 151-158 | CCL  | Centro Ciclismo de Loulé |
| 161-168 | FRM  | Fercase-Rota dos Móveis  |
| 171-178 | POV  | LA-MSS                   |
| 181-188 | LSE  | Liberty Seguros          |
| 191-198 | MAD  | Madeinox-Boavista        |
| 201-208 | PRT  | Palmeiras Resort-Tavira  |
| 211-218 | SKT  | Sean Kelly Team          |
| 221-228 | RB3  | Rabobank Continental     |

## Detalhes das etapas

### 1ª etapa
- 21 fevereiro: Albufeira > Faro – 164,6 km

Resultados
| Pos. | Corredor       | Equipa       | Tempo    |
| ---- | -------------- | ------------ | -------- |
| 1    | Robert Förster | Gerolsteiner | 4h17'30" |
| 2    | Tomas Vaitkus  | Astana       | a 1"     |
| 3    | Erik Zabel     | Team Milram  | s.t.     |

| Pos. | Corredor       | Equipa            | Tempo    |
| ---- | -------------- | ----------------- | -------- |
| 1    | Robert Förster | Gerolsteiner      | 4h17'20" |
| 2    | Tomas Vaitkus  | Astana            | a 5"     |
| 3    | Antonio Cosme  | Madeinox-Boavista | a 6"     |

### 2ª etapa
- 21 fevereiro: Lagoa > Lagos – 189,5 km

Resultados
| Pos. | Corredor       | Equipa       | Tempo    |
| ---- | -------------- | ------------ | -------- |
| 1    | Tomas Vaitkus  | Astana       | 4h32'18" |
| 2    | Robert Förster | Gerolsteiner | a 4"     |
| 3    | Björn Schröder | Team Milram  | a 6"     |

| Pos. | Corredor       | Equipa            | Tempo    |
| ---- | -------------- | ----------------- | -------- |
| 1    | Robert Förster | Gerolsteiner      | 9h07'09" |
| 2    | Tomas Vaitkus  | Astana            | a 1"     |
| 3    | Antonio Cosme  | Madeinox-Boavista | a 10"    |

### 3ª etapa
- 22 fevereiro: Vila Real de Santo António > Loulé – 207,7 km

Resultados
| Pos. | Corredor         | Equipa             | Tempo    |
| ---- | ---------------- | ------------------ | -------- |
| 1    | Robert Förster   | Gerolsteiner       | 5h27'41" |
| 2    | Jurgen Roelandts | Silence-Lotto      | s.t.     |
| 3    | Lilian Jegou     | Française des Jeux | s.t.     |

| Pos. | Corredor       | Equipa            | Tempo     |
| ---- | -------------- | ----------------- | --------- |
| 1    | Robert Förster | Gerolsteiner      | 14h17'03" |
| 2    | Tomas Vaitkus  | Astana            | a 11"     |
| 3    | Antonio Cosme  | Madeinox-Boavista | a 21"     |

### 4ª etapa
- 23 fevereiro: Castro Marim > Tavira (contrarelógio indual) – 29,4 km

Resultados
| Pos. | Corredor         | Equipa          | Tempo  |
| ---- | ---------------- | --------------- | ------ |
| 1    | Stijn Devolder   | Quick Step      | 35'33" |
| 2    | Sylvain Chavanel | Cofidis         | a 22"  |
| 3    | Héctor Guerra    | Liberty Seguros | a 33"  |

| Pos. | Corredor         | Equipa     | Tempo     |
| ---- | ---------------- | ---------- | --------- |
| 1    | Stijn Devolder   | Quick Step | 14h53'03" |
| 2    | Sylvain Chavanel | Cofidis    | a 22"     |
| 3    | Tomas Vaitkus    | Astana     | a 32"     |

### 5ª etapa
- 24 fevereiro: Vila do Bispo > Portimão – 193,5 km

Resultados
| Pos. | Corredor       | Equipa       | Tempo    |
| ---- | -------------- | ------------ | -------- |
| 1    | Bernhard Eisel | High Road    | 4h49'36" |
| 2    | Rui Costa      | Benfica      | a 3"     |
| 3    | Celestino Pino | Barbot-Siper | s.t.     |

| Pos. | Corredor         | Equipa     | Tempo     |
| ---- | ---------------- | ---------- | --------- |
| 1    | Stijn Devolder   | Quick Step | 19h42'59" |
| 2    | Sylvain Chavanel | Cofidis    | a 22"     |
| 3    | Tomas Vaitkus    | Astana     | a 32"     |

## Evolução da classificação
| Etapa               | Vencedor            | Classificação geral | Classificação montanha | Classificação pontos | Classificação metas volantes | Classificação combinada | Classificação equipas |
| ------------------- | ------------------- | ------------------- | ---------------------- | -------------------- | ---------------------------- | ----------------------- | --------------------- |
| 1ª                  | Robert Förster      | Robert Förster      | Antonio Cosme          | Robert Förster       | Antonio Cosme                | Antonio Cosme           | Team Gerolsteiner     |
| 2ª                  | Tomas Vaitkus       | Robert Förster      | Antonio Cosme          | Robert Förster       | Antonio Cosme                | Antonio Cosme           | Team Gerolsteiner     |
| 3ª                  | Robert Förster      | Robert Förster      | Krassimir Vasilev      | Robert Förster       | Antonio Cosme                | Maarten Neyens          | Team Gerolsteiner     |
| 4ª                  | Stijn Devolder      | Stijn Devolder      | Krassimir Vasilev      | Robert Förster       | Antonio Cosme                | Maarten Neyens          | Quick Step            |
| 5ª                  | Bernhard Eisel      | Stijn Devolder      | Krassimir Vasilev      | Robert Förster       | Antonio Cosme                | Staf Scheirlinckx       | Quick Step            |
| Classificação final | Classificação final | Stijn Devolder      | Krassimir Vasilev      | Robert Förster       | Antonio Cosme                | Staf Scheirlinckx       | Astana                |

## Classificação final

### Classificação geral
| Pos. | Corredor         | Equipa                  | Tempo     |
| ---- | ---------------- | ----------------------- | --------- |
| 1    | Stijn Devolder   | Quick Step              | 19h42'59" |
| 2    | Sylvain Chavanel | Cofidis                 | a 22"     |
| 3    | Tomas Vaitkus    | Astana                  | a 32"     |
| 4    | Héctor Guerra    | Liberty Seguros         | a 33"     |
| 5    | Martín Garrido   | Palmeiras Resort-Tavira | a 1'03"   |
| 6    | Jurgen Roelandts | Silence-Lotto           | a 1'05"   |
| 7    | Pedro Romero     | LA-MSS                  | a 1'06"   |
| 8    | Andreas Klöden   | Astana                  | a 1'07"   |
| 9    | Rubén Plaza      | Benfica                 | a 1'13"   |
| 10   | Markus Fothen    | Gerolsteiner            | a 1'18"   |

### Classificação de pontos
| Pos. | Corredor         | Equipe        | Pontos |
| ---- | ---------------- | ------------- | ------ |
| 1    | Robert Förster   | Gerolsteiner  | 70     |
| 2    | Tomas Vaitkus    | Astana        | 45     |
| 3    | Bernhard Eisel   | High Road     | 33     |
| 4    | Celestino Pinho  | Barbot-Siper  | 21     |
| 5    | Jürgen Roelandts | Silence-Lotto | 20     |

### Classificação montanha
| Pos. | Corredor          | Equipe                   | Pontos |
| ---- | ----------------- | ------------------------ | ------ |
| 1    | Krassimir Vasilev | Palmeiras                | 26     |
| 2    | Antonio Cosme     | Madeinox-Boavista        | 19     |
| 3    | Celestino Pinho   | Barbot-Siper             | 11     |
| 4    | Preben Van Hecke  | Topsport Vl.             | 10     |
| 5    | Joaquin Gregorio  | Centro Ciclismo de Loulé | 10     |

### Classificação metas volantes
| Pos. | Corredor                        | Equipa                  | Pontos |
| ---- | ------------------------------- | ----------------------- | ------ |
| 1    | Antonio Cosme                   | Madeinox-Boavista       | 11     |
| 2    | Celestino Pinho                 | Barbot-Siper            | 5      |
| 3    | Staf Scheirlinckx Países Baixos | Cofidis                 | 3      |
| 4    | Constantino Zaballa             | LA-MSS                  | 3      |
| 5    | Krassimir Vasilev               | Palmeiras Resort-Tavira | 2      |

### Classificação combinada
| Pos. | Corredor            | Equipa                  | Pontos |
| ---- | ------------------- | ----------------------- | ------ |
| 1    | Staf Scheirlinckx   | Cofidis                 | 3      |
| 2    | Constantino Zaballa | LA-MSS                  | 5      |
| 3    | Celestino Pinho     | Barbot-Siper            | 3      |
| 4    | Krassimir Vasilev   | Palmeiras Resort-Tavira | 3      |
| 5    | Koldo Gil           | Liberty Seguros         | 2      |

### Classificação de equipas
| Pos. | Equipa                  | Tempo     |
| ---- | ----------------------- | --------- |
| 1    | Astana                  | 57h12'54" |
| 2    | Palmeiras Resort-Tavira | a 18"     |
| 3    | Cofidis                 | a 1'03"   |
| 4    | Quick Step              | a 1'14"   |
| 5    | Liberty Seguros         | a 1'51"   |